# VK
VK (dawniej WKontaktie, ros. ВКонтакте, pol. WKontakcie) – rosyjski serwis społecznościowy założony przez Pawła Durowa w 2006 roku. Piętnasty pod względem liczby odwiedzin serwis internetowy na świecie według danych portalu Alexa. Portal znajduje się w dziesiątce najpopularniejszych stron internetowych w Rosji, na Białorusi, w Kazachstanie, w Mołdawii, w Kirgistanie, w Azerbejdżanie, w Uzbekistanie, w Armenii. Strona VK jest także popularna w niektórych krajach Europy Środkowo-Wschodniej (na Litwie i Łotwie, w Czechach i Rumunii).

## Działalność
Początkowo powstał jako portal dla studentów i absolwentów szkół wyższych. Używany przez ogół społeczeństwa. Jest głównym konkurentem portalu społecznościowego Odnoklassniki.ru, którego pobił w styczniu 2011, gdy na stronę WKontaktie weszło 13,09 mln użytkowników, a na stronę Odnoklassniki.ru – 11 tys. mniej.
Po tym, gdy portal stał się bardzo popularny, założyciel portalu Paweł Durow w 2014 roku został usunięty ze stanowiska dyrektora generalnego przez oligarchów Aliszera Usmanowa i Igora Sieczina z bliskiego otoczenia Władimira Putina. Od tego czasu założyciel portalu przebywa za granicą, a portal znajduje się pod kontrolą władz.
Strona dostępna jest w kilkudziesięciu językach, w tym także po polsku.

## Portal w popkulturze
W piosence „Na rajonie” w wykonaniu duetu Potap i Nastia Kamienskich pojawił się tekst: не ищи меня В Контакте, в Одноклассниках нас нету (nie szukaj mnie WKontaktie, w Odnokłassnikach nas nie ma). Jest to nawiązanie do tego serwisu, jak również do drugiego pod względem popularności w Rosji.

## Blokada portalu na Ukrainie
16 maja 2017 roku został podpisany przez prezydenta Ukrainy Petro Poroszenkę dekret w sprawie blokady niektórych rosyjskich serwisów i mediów. Oprócz VK na liście znalazły się m.in. Yandex i RT.